# 公立大学法人大阪市立大学
公立大学法人大阪市立大学（こうりつだいがくほうじんおおさかしりつだいがく）は、2006年から2019年まで存在した日本の公立大学法人。公立大学法人大阪の前身の一つ。大阪市立大学の設置者であった。

## 概要
大阪市が設立団体となり、設立された公立大学法人である。2006年から大阪市に代わり大阪市立大学の設置者となり、同大学を設置・管理した。
2019年に公立大学法人大阪府立大学と統合し、公立大学法人大阪が新たに発足した。

## 沿革
- 2006年3月17日 - 総務省、文部科学省が公立大学法人大阪市立大学の設立を認可。
- 2006年4月1日 - 大阪市立大学の設置者が、大阪市から公立大学法人大阪市立大学に移管。
- 2019年4月1日 - 公立大学法人大阪府立大学と統合（新設合併）し、公立大学法人大阪が発足。これに伴い、本法人は2019年3月31日付けで消滅した[2]。

## 設置していた諸学校

### 大学
- 大阪市立大学

## 歴代理事長
- 金児曉嗣（2006年4月1日 - 2010年3月31日）
- 西澤良記（2010年4月1日 - 2016年3月31日） ※2019年4月1日から公立大学法人大阪の理事長
- 荒川哲男（2016年4月1日 - 2019年3月31日） ※2019年4月1日から公立大学法人大阪の副理事長